# Bonkoro II
Bonkoro II Vane fue un rey del pueblo benga de la zona de Cabo San Juan y la bahía de Corisco.
Sucedió a su padre Bonkoro I en 1857. En 1858 se presentó en la zona una fuerte expedición española formada por el vapor "Vasco Núñez de Balboa", el bergantín "Gravina", la goleta "Cartagena", y la barca "Santa María", dirigida por el capitán de fragata Carlos de Chacón y Michelena acompañado de misioneros jesuitas y de fuerzas del cuerpo de ingenieros, que habían tomado posesión efectiva de Fernando Poo el 27 de mayo de 1858. 
El rey Bonkoro II reconoció la soberanía española sobre el Cabo San Juan, incluyendo varias poblaciones que no habían sido cedidas por su padre, como Corisco y Elobey. Fue nombrado teniente gobernador de Corisco (entendiendo como "Corisco" toda la zona de los benga), si bien la isla no fue ocupada de forma efectiva hasta el año siguiente. A su muerte en 1874, le sucedió su hijo Bonkoro III.